# Bordón (település)
Bordón település Spanyolországban, Teruel tartományban. Bordón Villarluengo, Castellote, Todolella, Olocau del Rey és Tronchón községekkel határos. Lakosainak száma 113 fő (2024).

## Népesség
A település népessége az utóbbi években az alábbiak szerint változott:
| Lakosok száma | 145  | 139  | 136  | 142  | 131  | 114  | 108  | 100  | 111  | 113  |
|               | 2001 | 2004 | 2007 | 2009 | 2012 | 2014 | 2017 | 2019 | 2022 | 2024 |